# Miss Olga
Miss Olga ist das Pseudonym einer Radrennfahrerin, die um 1850 geboren wurde und ab 1869 zahlreiche Rennen in Europa gewonnen hat. Die Russin soll auch Männerrennen gewonnen haben, über ihre Identität ist heute nichts Näheres bekannt. Wichtige Radsportereignisse konzentrierten sich damals auf Frankreich (Herren) bzw. Frankreich und Belgien (Frauen). Frauenrennen waren in dieser Zeit sehr beliebt. Die ersten Jahre wurden von der Amerikanerin „Miss America“ Turner und Miss Olga aus Moskau dominiert, bei den Rennen waren schon Tausende Zuschauer anwesend.

## Weblink
- Pedalvélocipèd 1865–1880. In: fahrradmonteur.de. 20. Juli 2017, abgerufen am 10. November 2018.

| Personendaten    | Personendaten                        |
| ---------------- | ------------------------------------ |
| NAME             | Olga, Miss                           |
| KURZBESCHREIBUNG | russische Radrennfahrerin            |
| GEBURTSDATUM     | um 1850                              |
| GEBURTSORT       | Moskau                               |
| STERBEDATUM      | 19. Jahrhundert oder 20. Jahrhundert |